# Консейсан-ду-Мату-Дентру (мікрорегіон)

Консейсан-ду-Мату-Дентру на карті штату Мінас-Жерайс

Консейсан-ду-Мату-Дентру (порт. Microrregião de Conceição do Mato Dentro) — мікрорегіон в Бразилії, входить в штат Мінас-Жерайс. Складова частина мезорегіону Агломерація Белу-Оризонті. Населення становить 88 449 чоловік на 2006 рік. Займає площу 6853,892 км². Густота населення — 12,9 чол./км².

## Склад мікрорегіону
До складу мікрорегіону включені наступні муніципалітети:
1. Алворада-ді-Мінас
2. Консейсан-ду-Мату-Дентру
3. Конгоньяс-ду-Норті
4. Дон-Жоакін
5. Морру-ду-Пілар
6. Пасабен
7. Ріу-Вермелью
8. Санту-Антоніу-ду-Ітамбе
9. Санту-Антоніу-ду-Ріу-Абайшу
10. Серра-Азул-ді-Мінас
11. Серру
12. Сан-Себастьян-ду-Ріу-Прету

| Бразилія | Це незавершена стаття з географії Бразилії. Ви можете допомогти проєкту, виправивши або дописавши її. |